# AARP
L'AARP, anciennement American Association of Retired Persons (Association américaine des personnes retraitées), est une organisation non gouvernementale et un lobby américain. Elle a été fondée en 1958 par Ethel Percy Andrus et a son siège à Washington. Selon ses statuts, c'est une organisation à but non lucratif, non affiliée politiquement qui s'adresse aux personnes de 50 ans et plus. Son but est d'améliorer la qualité de vie de tous quel que soit l'âge. Elle propose une large palette de services et d'avantages à ses adhérents.
L'AARP est un des groupes de lobby les plus puissants des États-Unis. Elle a deux organisations affiliées : l'AARP Services, qui a un but lucratif, et l'AARP Foundation, qui n'en a pas.
Ses activités tournent surtout autour de l'assurance maladie, du prix des médicaments et de l'aide aux personnes âgées.
Elle déclare avoir plus de 40 millions de membres.
Depuis 1958, elle édite un magazine bimensuel : AARP The Magazine, qu'elle envoie à tous ses membres. Ce qui en fait un des plus gros tirages des États-Unis.

## Référence culturelle
L'AARP a été parodiée dans l'épisode 10 de la saison 7 de South Park : à la suite de nombreux accidents causés par des personnes âgées, les autorités américaines du Colorado décident de leur retirer leur permis de conduire. L'AARP est appelée à intervenir par Marvin Marsh, le grand-père de Stan. L'organisation déploie des parachutistes lourdement armés à South Park et fait prendre tous les citoyens de la ville en otage pour forcer le gouvernement à changer d'avis. Rapidement, l'AARP revoit ses objectifs à la hausse en voulant prendre le contrôle du pays et éliminer les citoyens de moins de 65 ans.